# Göfis
Göfis là một đô thị thuộc huyện Feldkirch, Vorarlberg, Áo. Đô thị Göfis có diện tích 9,05 km², dân số thời điểm năm 2006 là 2980 người.